# 科尔蒙特勒伊
科尔蒙特勒伊（法語：Cormontreuil，法語發音：[kɔʁmɔ̃tʁœj]）是法国马恩省的一个市镇，位于该省西北部，属于兰斯区。

## 地理
科尔蒙特勒伊（49°13'22"N, 4°3'7"E）面积4.62 平方千米，位于法国大東部大區马恩省，该省份为法国东北部内陆省份，北起阿登省，西北接埃纳省，西南接塞纳-马恩省，南至奥布省，东南接上马恩省，东临默兹省。
与科尔蒙特勒伊接壤的市镇（或旧市镇、城区）包括：兰斯、泰西、特鲁瓦皮。

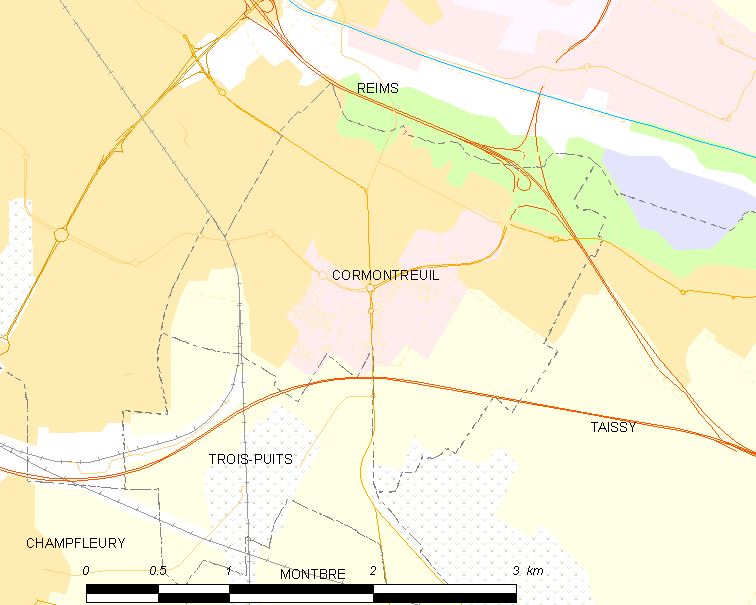
科尔蒙特勒伊的OSM定位图

科尔蒙特勒伊的时区为UTC+01:00、UTC+02:00（夏令时）。

## 行政
科尔蒙特勒伊的邮政编码为51350，INSEE市镇编码为51172。

## 政治
科尔蒙特勒伊所属的省级选区为兰斯第八县。

## 人口

1962-2008年间科尔蒙特勒伊人口变化图示

科尔蒙特勒伊于2022年1月1日时的人口数量为6454人。